# رائول دل کامپو
رائول دل کامپو (انگلیسی: Raúl del Campo؛ زادهٔ ۲۷ ژوئیهٔ ۱۹۸۲) بازیکن فوتبال اهل اسپانیا است.
از باشگاه‌هایی که در آن بازی کرده‌است می‌توان به باشگاه فوتبال ایبار و باشگاه فوتبال راسینگ سانتاندر اشاره کرد.